# El Lute (Lied)
El Lute ist eine Popballade der deutschen Discogruppe Boney M. aus dem Jahr 1979. Sie erschien gemeinsam mit dem Song Gotta Go Home als Single und beschreibt das Leben des spanischen Diebes und Ausbrechers Eleuterio Sánchez Rodríguez, bekannt als „El Lute“. Die Single wurde ein Nummer-eins-Hit in den deutschen und österreichischen Singlecharts und war international erfolgreich. Die Version des Schlagersängers Michael Holm konnte sich ebenfalls in den Hitparaden positionieren. 

## Hintergrund und Veröffentlichung
Das Lied El Lute wurde von Frank Farian, Fred Jay und Hans Blum geschrieben und von der von Farian betreuten Band Boney M. aufgenommen. Es erschien als A-Seite einer Single gemeinsam mit dem Lied Gotta Go Home und wurde von dem Plattenproduzenten Hansa International im Juli 1979 veröffentlicht. Beide Lieder erschienen zudem auf dem Album Oceans of Fantasy, das Hansa am 21. September 1979 veröffentlichte.
Die Komposition zu El Lute lag zum Zeitpunkt der Veröffentlichung als Single für Boney M. bereits ca. sechs Jahre in der Schublade. Im Jahr 1973 hatte Blum die spätere Erfolgskomposition als Ich hab dich lieb, so lieb des Hans-Blum-Sounds veröffentlicht, die allerdings von der breiten Öffentlichkeit weitestgehend unbeachtet geblieben war.

## Text und Musik
El Lute ist eine ruhig vorgetragene Ballade in As-Dur, in der der Gesang von einer Band aus akustischen Gitarren, Flöten und Percussion begleitet wird. In der Originalversion singt die Band das Lied, wobei die Stimme der Sängerin Liz Mitchell im Vordergrund steht.
Inhaltlich greift das Lied die Lebensgeschichte des spanischen Diebes und Ausbrechers El Lute auf, der im Alter von 19 Jahren (tatsächlich war er 23) nach einem Überfall für einen Mord zum Tode und später zu lebenslanger Haft verurteilt wurde, den er nicht begangen hatte. Ihm gelang auf dem Transport zum Gefängnis die Flucht und später wiederholt der Ausbruch aus der Haft, und während die Polizei immer wieder nach ihm suchte, wurde er mehr und mehr zu einem Volkshelden, der wie Robin Hood lebte und sich mit Diebstählen über Wasser hielt. Nachdem er schließlich ein letztes Mal gefangen genommen worden war, starb Franco und einige Jahre später wurde er endgültig begnadigt. Der Text ist in mehreren Strophen aufgebaut, einen konkreten Refrain gibt es nicht. Innerhalb der Strophen wird allerdings der Name El Lute immer wieder betont:

“He was only nineteen

And he was sentenced to die

For something that somebody else did

And blamed on El Lute

Then they changed it to life”

„Er war gerade neunzehn

und zum Tode verurteilt

für etwas, das ein anderer begangen hatte

und dafür El Lute verantwortlich machte

dann änderten sie es zu lebenslänglich“

## Rezeption

### Charts und Chartplatzierungen
Die Single El Lute / Gotta Go Home stieg erstmals am 6. August 1979 auf Platz 7 in die deutschen Singlecharts ein und hielt sich dort insgesamt 33 Wochen, wobei sie am 20. August des Jahres auf den Platz eins der Charts stieg und dort acht Wochen verblieb. Am 24. März 1980 wurde es zum letzten Mal in den Charts auf Platz 72 verzeichnet.  In Österreich kam die Single am 15. September 1979 in die Hitparade und stieg direkt auf die Spitzenposition. Sie verblieb einen halben Monat auf Platz 1 und war insgesamt 4 Monate in den Charts. In der Schweiz war die Single ab dem 5. September 1979 vertreten und stieg an Position 10 ein, sie verblieb insgesamt 16 Wochen in der Hitparade und erreichte mit Platz 2 ihre höchste Platzierung. Auch in den britischen Charts war El Lute / Gotta Go Home vertreten und stieg dort bis auf Platz 12. Boney M. erreichte mit der Single zum achten Mal die deutschen Singlecharts und zugleich zum achten Mal die Chartspitze.
| ChartsChartplatzierungen     | Höchstplatzierung | Wochen |
| ---------------------------- | ----------------- | ------ |
| Deutschland (GfK)            | 1 (33 Wo.)        | 33     |
| Österreich (Ö3)              | 1 (16 Wo.)        | 16     |
| Schweiz (IFPI)               | 2 (14 Wo.)        | 14     |
| Vereinigtes Königreich (OCC) | 12 (11 Wo.)       | 11     |

| ChartsJahrescharts (1979) | Platzierung |
| ------------------------- | ----------- |
| Deutschland (GfK)         | 14          |
| Österreich (Ö3)           | 5           |
| Schweiz (IFPI)            | 8           |

### Auszeichnungen für Musikverkäufe
| Land/Region                  | Auszeichnungen für Musikverkäufe (Land/Region, Auszeichnung, Verkäufe) | Verkäufe |
| ---------------------------- | ---------------------------------------------------------------------- | -------- |
| Dänemark (IFPI)              | Gold                                                                   | 50.000   |
| Deutschland (BVMI)           | Gold                                                                   | 250.000  |
| Japan (RIAJ)                 | —                                                                      | 44.000   |
| Niederlande (NVPI)           | Gold                                                                   | 100.000  |
| Vereinigtes Königreich (BPI) | Silber                                                                 | 250.000  |
| Insgesamt                    | 1× Silber · 3× Gold ·                                                  | 694.000  |

Hauptartikel: Boney M./Auszeichnungen für Musikverkäufe

## Coverversionen
El Lute wurde mehrfach gecovert, vor allem von Schlagersängern. Erste Coverversionen erschienen bereits im selben Jahr von Cliff Carpenter und seinem Orchester, Hugo Strasser und seinem Tanzorchester und weiteren Ensembles.

Single-Etikett für Michael Holm – El Lute

Frank Farian produzierte zudem gemeinsam mit Chris Denning eine deutsche Version des Liedes, die auf dem gleichnamigen Album des Schlagersänger Michael Holm veröffentlicht wurde und zusätzlich als Single erschienen ist. Die Single stieg am 15. Oktober 1979 in die deutschen Singlecharts auf Platz 28 ein und erreichte am 26. November mit dem elften Rang seine Spitzenposition. Insgesamt blieb es bis zum 3. März 1980 für insgesamt 21 Wochen in der Hitparade. Zudem erschien diese Version ebenfalls 1979 auch auf dem Album Etwas von mir von Roland Kaiser.
Auch in den Folgejahren gab es einige weitere Coverversionen, darunter etwa von:Auswahl nach 
- Car Men feat. Gino Solera (1979), instrumental
- Cliff Carpenter und sein Orchester (1979), instrumental
- Eddy Driver (1979), instrumental
- Hugo Strasser & sein Tanzorchester (1979), instrumental
- Kikki Danielsson, Tommy Stjernfeldt, Wizex (1979), schwedisch
- Max Greger (1979), instrumental als Medley mit Lago Maggiore
- Carita Ilves (1980), finnisch
- Jaana Hermunen (1980), finnisch
- Silhuetit (1980), finnisch
- The Spotnicks (1980), instrumental
- Renée Martel (1981), französisch
- Jonny Hill (1994), deutsch
- Dana Winner (1994), niederländisch
- Bobby Farrell (2001), englisch
- Liz Mitchell – Mandela

## Belege
1. ↑  
Boney M. – El Lute / Gotta Go Home bei Discogs, abgerufen am 2. September 2021.; abgerufen am 1. September 2021.
2. ↑  
Boney M. – Oceans of Fantasy bei Discogs; abgerufen am 1. September 2021.
3. ↑  Quelle: WDR4-Schallplattenbar-Sendung vom 25. Mai 2008. Der Besungene befand sich zur Zeit der Veröffentlichung noch im spanischen Gefängnis und bekam von Boney M. die hierfür verliehene Goldene Schallplatte geschenkt.
4. 1 2  
Boney M. – El Lute, Songtext auf songtexte.com; abgerufen am 2. September 2021.
5. 1 2 3  
Boney M. – El Lute. In: offiziellecharts.de. Abgerufen am 1. September 2021.
6. 1 2  
Boney M. – El Lute. In: chartsurfer.de. Abgerufen am 1. September 2021.
7. 1 2 3  
Boney M. – El Lute. In: austriancharts.at. Abgerufen am 1. September 2021.
8. 1 2  
Boney M. – El Lute. In: hitparade.ch. Abgerufen am 1. September 2021.
9. 1 2  Boney M. In: officialcharts.com. Abgerufen am 31. August 2021 (englisch).
10. ↑  
Boney M. In: chartsurfer.de. Abgerufen am 1. September 2021.
11. ↑  Top 100 Single-Jahrescharts: 1979. In: offiziellecharts.de. Abgerufen am 31. August 2021.
12. ↑  Jahreshitparade Singles 1979. In: austriancharts.at. Abgerufen am 31. August 2021.
13. ↑  Schweizer Jahreshitparade 1979. In: hitparade.ch. Abgerufen am 31. August 2021.
14. ↑  1979: “Oceans Of Fantasy”. In: fantasticboneym.com. Archiviert vom Original (nicht mehr online verfügbar) am 13. Mai 2021; abgerufen am 13. Mai 2021 (englisch).
15. ↑  Gold-/Platin-Datenbank. In: musikindustrie.de. Abgerufen am 31. August 2021.
16. ↑  オリコンチャートブック〈LP編(昭和45年‐平成1年)〉. In: Tankobon Hardcover (Hrsg.): Oricon Chart Books. 1990, ISBN 978-4-87131-025-3 (japanisch, Inhalt online abrufbar).
17. ↑  Goud/Platina. In: nvpi.nl. Abgerufen am 31. August 2021 (niederländisch).
18. ↑  Boney M – Gotta Go Home. In: bpi.co.uk. Abgerufen am 31. August 2021 (englisch).
19. 1 2 3  
Boney M. – El Lute, Coverversionen auf cover.info; abgerufen am 1. September 2021.
20. ↑  
Cliff Carpenter & His Orchestra – She's in Love With You bei Discogs; abgerufen am 1. September 2021.
21. ↑  
Hugo Strasser und sein Tanzorchester – Hit Party des Jahres 6 bei Discogs; abgerufen am 1. September 2021.
22. ↑  
Michael Holm – El Lute bei Discogs; abgerufen am 1. September 2021.
23. ↑  
Michael Holm – El Lute. In: offiziellecharts.de. Abgerufen am 1. September 2021.
24. ↑  
Roland Kaiser – Etwas von mir bei Discogs; abgerufen am 1. September 2021.